# Гледіс Ейлворд
Гледіс Мей Ейлворд (англ. Gladys May Aylward; 24 лютого 1902 – 3 січня 1970) — християнська місіонерка у Китаї британського походження. Її історія була описана у книзі Алана Берджесса «Маленька жінка» (1957), екранізованій у фільмі «Готель шостого ступеня щастя» 1958 року з Інґрід Берґман.

## Ранні роки
Гледіс Ейлворд народилася у 1902 році однією із трьох дітей Томаса Джона Ейлворда і Розіни Флоренс (до шлюбу Віскін) — робітничої сім’ї з Едмонтона, Північного Лондона. Уже з юних років Гледіс працювала домашньою прислугою. Слідуючи своєму покликанню працювати християнською місіонеркою за кордоном, вона була прийнята до Закордонного місійного братства для навчання на попередніх тримісячих курсах для місіонерів-початківців. Через недостатній прогрес у вивченні китайської мови їй не пропонували подальшого навчання.
15 жовтня 1932 року, працюючи на сера Френсіса Янгхасбенда, Ейлворд витратила свої заощадження на поїздку потягом до Янчен, провінції Шаньсі, Китай. 
Вона подолала небезбечну поїздку через Сибір, подорожуючи Транссибірською залізничною магістраллю. Ейлворд була затримана росіянами, але їй вдалося їх уникнути за допомогою місцевих жителів і поїздки на японському кораблі. Вона подорожувала через Японію за допомогою британського консула і сіла на інший корабель до Китаю.

## Місіонерська праця у Китаї

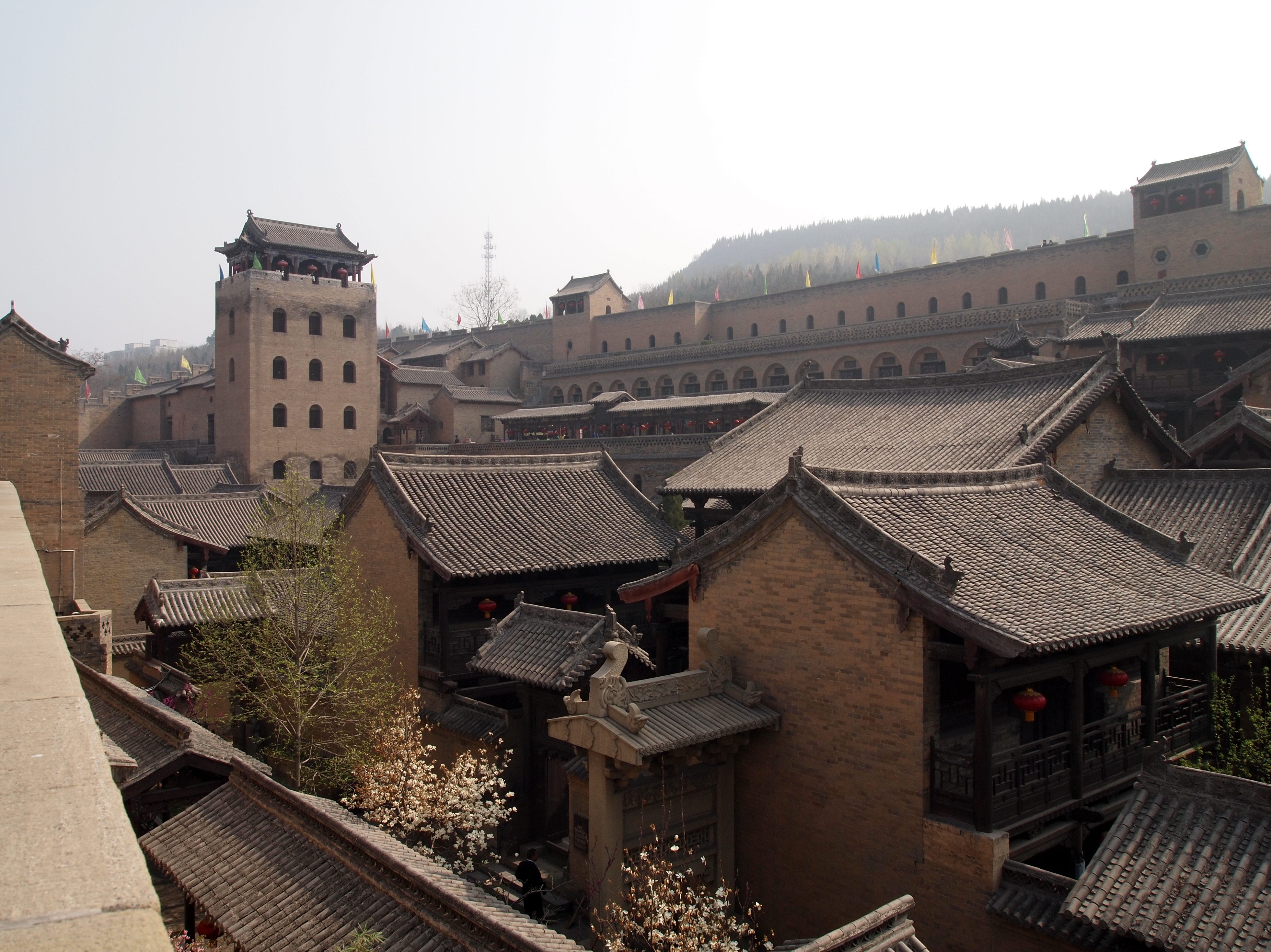
Вежа річок і гір, Янчен, Шаньсі, Китай

Після приїзду до Янчена Ейлворд працювала з старшою місіонеркою Дженні Лосон, для того щоб заснувати місію «Готель восьми ступенів щастя» (кит. 八福客栈 bāfú kèzhàn) — назва на основі восьми чеснот: любові, чесності, ніжності, толерантності, вірності, правди, краси та відданості. Там вона та місіс Лосон не лише надавали гостинність мандрівникам, але й ділилися історіями про Ісуса, сподіваючись на поширення християнства, яке було лише у зародку. Деякий час вона служила помічницею уряду Китайської Республіки на посаді «інспекторки ніг», роз’їжджаючи по сільській місцевості, щоб ввести в дію новий закон проти бинтування ніг молодих китайських дівчат. Вона мала великий успіх у цій сфері, яка викликала чималий опір і де іноді зустрічалося насильство проти інспекторів.
У 1936 році Ейлворд стала громадянкою Китайської Республіки. Вона була шанованою особою серед людей, приймала дітей-сиріт і усиновляла їх, займала активну позицію у справі тюремного бунту і виступала за тюремну реформу, багато разів ризикуючи своїм життям для допомоги тим, хто потребує. У 1938 році японські війська вторглись у цей регіон і Ейлворд провела понад 100 дітей-сиріт у безпечне місце через гори, незважаючи на поранення, особисто доглядаючи за ними (і навертаючи багатьох до християнства).
Вона не поверталася до Британії до 1949 року, коли її життя в Китаї було у великій небезпеці від комуністів — армія активно шукала місіонерів. Поселившись у Бесінгстоку, вона прочитала багато лекцій про свою роботу. Після смерті матері Ейлворд шукала шляхи, щоб повернутись у Китай. Після відмови комуністичного уряду та після перебування у Гонконзі, який перебував під британським урядуванням, вона остаточно оселилася у Тайвані в 1958 році. Там вона заснувала Дитячий будинок ім. Гледіс Ейлворд, де вона працювала до своєї смерті в 1970 році.

## Екранізація
Її історія була описана у книзі Алана Берджесса «Маленька жінка» (1957), екранізованій у фільмі «Готель шостого ступеня щастя» 1958 року, головну роль якого виконала Інґрід Берґман. Фільм знято компанією «20th Century Fox», зйомки повністю проходили у Північному Вельсі й Англії.
Фільм на основі життя Гледіс Ейлворд — «Готель шостого ступеня щастя» — вийшов у прокат 1958 року. Він був екранізований на основі книжки Алана Берджесса «Маленька жінка». Хоча вона стала фігурою міжнародного зацікавлення через популярність фільму, а також телевізійних та медіа-інтерв'ю, Ейлворд була спотворена в екранізації фільму. Висока (1,75 м / 5' 9"), світла шведська акторка Інґрід Берґман «Гелен Лазелл» не відповідала образу Ейлворд: її маленькому зросту, темному волоссю та північно-лондонському акценту. Боротьба Ейлворд та її сім’ї для здійснення її першої поїздки до Китаю була відкинута на користь сюжету фільму про роботодавця, який «поблажливого написав "своїй старій подрузі" Дженні Лосон». Також небезпечні, складні подорожі Ейлворд через Росію, Китай і Японію були скорочені до зображення «кількох неввічливих солдатів», після чого «голлівудський потяг акуратно доставив її до Тяньцзіня».
Багато символів і топонімів були змінені, навіть коли ці імена мали значне значення, наприклад, імена її усиновлених дітей і назва готелю. Його назва була замінена нібито замість китайського вірування у число вісім як сприятливе. Наприклад, у реальному житті їй дали китайське ім’я 艾偉德 (Ài Wěi Dé — прізвище «Ейлворд» приблизно китайською мовою — що означає «доброчесна»), однак, у фільмі їй дали ім’я 真愛 Jen-Ai (вимовляється як Zhen-Ai і означає «справжня любов»). Полковник Ліннан зображений напів європейцем — зміна, яка, на її думаку, була образливою щодо його справжнього китайського походження, крім того, вона вважала, що її репутація була пошкоджена любовними сценами фільму, прикрашеними Голлівудом. Вона не тільки ніколи не цілувала чоловіка, але й кінець фільму зображував її героїню, яка знову залишає дітей-сиріт, щоб приєднатися до полковника в іншому місці, хоча у справжньому житті вона ніколи не залишала роботу з сиротами аж до віку 60 років.

## Смерть і спадщина

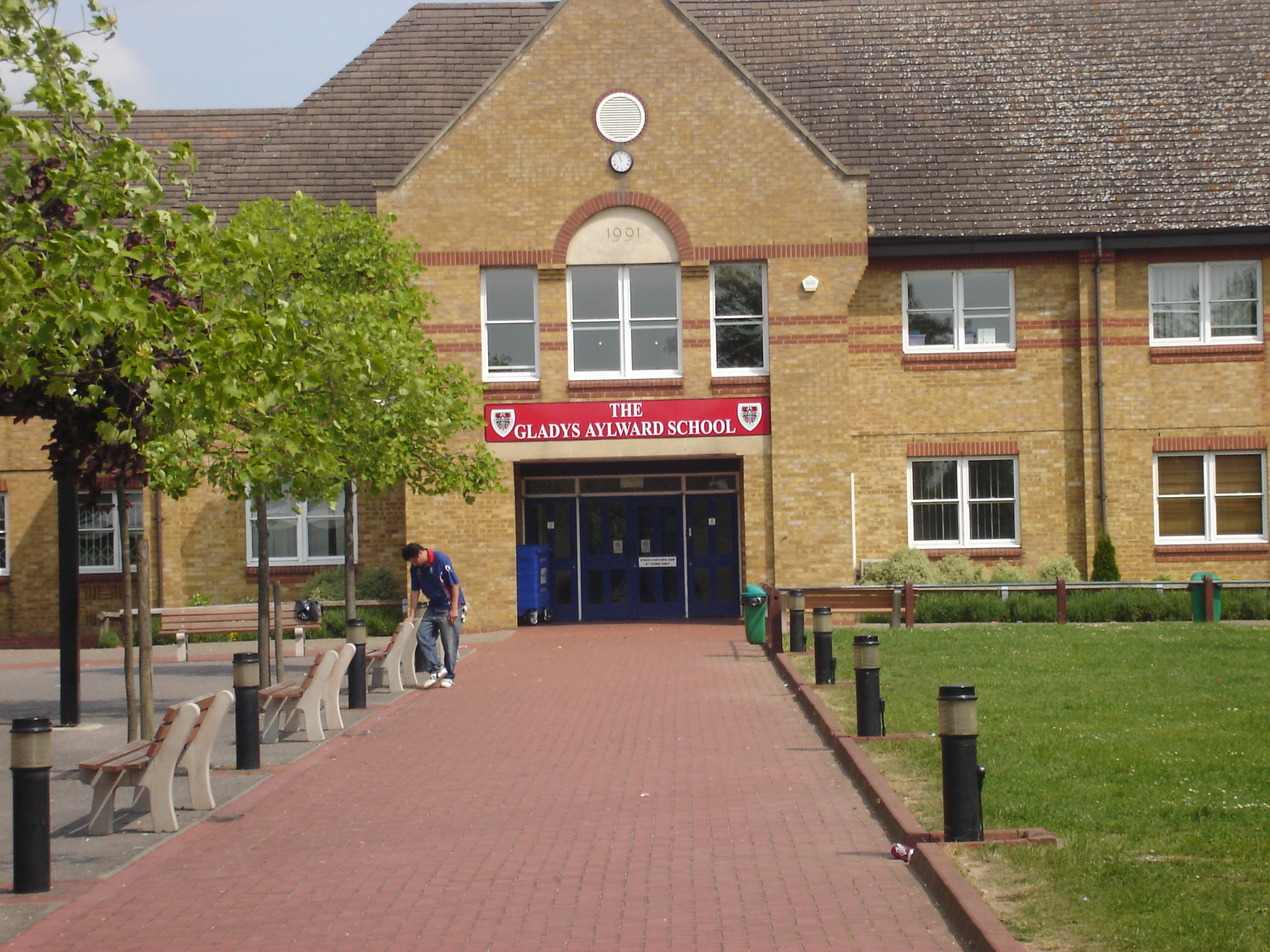
Школа ім. Гледіс Ейлворд

Гледіс Ейлворд померла 3 січня 1970 року, у скорому часі після 68-ти річчя, і була похована на невеликому кладовищі на території кампусу Коледжу Христа в Ґуанду, Новому Тайбеї, Тайвань. Вона була відома китайцям як 艾偉德 (Ài Wěi Dé — прізвище «Ейлворд» приблизно китайською мовою — що означає «доброчесна»).
Середня школа Лондона, раніше відома як «Weir Hall and Huxley», незабаром після її смерті була перейменована в Школу ім. Гледіс Ейлворд. На будинку, де Гледіс жила біля школи на Чеддінґтон-роуд, Лондон N18, висить синя пам'ятна дошка.
Про життя і працю Глейдіс Ейлворд були написанні численні книги, новели і зняті фільми.